# رالف هوسمن
رالف هوسمن (انگلیسی: Ralf Husmann؛ زادهٔ ۲۴ سپتامبر ۱۹۶۴) تهیه‌کننده تلویزیونی، فیلم‌نامه‌نویس، و نویسنده اهل آلمان است. او سازنده مجموعه تلویزیونی استرومبرگ ، نسخه آلمانی اداره است.